# Problema
Un problema significa una qüestió, dificultat, a resoldre, a aclarir.
Té una significació específica en diverses ciències:
- Psicologia: una situació, una idea o un comportament que és causa de dolor psíquic.
- Matemàtiques: una pregunta sobre objectius i estructures matemàtiques que requereixen una explicació i demostració.
- Ciències de la computació: un problema és la relació que existeix entre un conjunt d'instàncies i un conjunt de solucions.
- Sociologia: un assumpte social particular que si es solucionés, donaria lloc a beneficis socials com una major productivitat o una menor confrontació entre les parts afectades.
- Religió: una aparent contradicció entre dos dogmes.
- Filosofia: el que pertany o es jutja des del punt de vista de la contingència; és a dir la possibilitat i impossibilitat de les situacions i coses. El que pot generar inquietuds o desequilibrar la pau o l'existència del que el té a la seva consciència.